# Hémoglobinose H
L'hémoglobinose H est une thalassémie alpha pour laquelle un seul allèle alpha est fonctionnel sur les quatre.

## Synthèse de chaînes
La synthèse de chaînes α est réduite de 40 à 80 %, celle de chaînes β est produite en excès, ce qui forme des complexes β4 appelés aussi HbH (quatre chaînes de β-globine) peu stables qui précipitent,.

### Chez le nouveau-né
Le nouveau-né possède des chaînes γ (gamma) plutôt que β (beta) : celles-ci coagulent en Hémoglobine Barts.

## Biologie
Chez 90 % des patients, l'hémoglobinose H se traduit par une anémie moyenne, chez 10 % des patients une anémie très sévère. Seulement quelques patients dépendent de transfusions, la plupart ont une croissance normale.
L'anémie est hémolytique chronique, microcytaire, hypochrome et régénérative. Elle est aggravée par les infections, la grossesse et l'exposition aux agents oxydants.
Les individus porteurs présentent une splénomégalie. Une lithiase biliaire est souvent observée.

## Répartition
L'hémoglobinose H est fréquente en Asie du Sud-Est, modérément fréquente au Moyen-Orient et rare en Afrique.